# قطعنامه ۱۶۵۷ شورای امنیت
قطعنامه  ۱۶۵۷ شورای امنیت سازمان ملل متحد که در تاریخ ۰۶ فوریه ۲۰۰۶ تصویب شد، سندی بین‌المللی دربارهٔ بررسی وضعیت در ساحل عاج است. این قطعنامه طی نشست ۵۳۶۶ام با ۱۵ رای موافق، ۰ مخالف و ۰ ممتنع تصویب شد.